# 10 شارع داوننغ

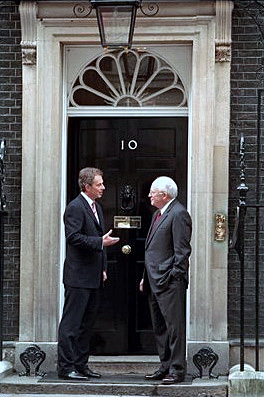
توني بلير وديك تشيني امام مقر رئيس الوزراء

10 شارع داونينغ (بالإنجليزية: 10 Downing Street)‏ هو مقر الإقامة الرسمية ومكتب رئيس وزراء المملكة المتحدة. يقع في شارع دونينغ الواقع بحي وستمنستر، قريباً من بيوت البرلمان وسط مدينة لندن.
المقر رسمياً هو مقر إقامة اللورد الأول للخزينة لكن أدمج هذا المنصب في صلاحيات رئيس الوزراء منذ سنة 1905م.
ابتُدأ بناء البيت في عام 1682 أي قبل حوالي أكثر من 300 سنة. يتكون المبنى من ثلاث طوابق وتوجد فيه مائة غرفة، تقع غرفة رئيس الوزراء في الطابق الثالث وفي الطابق السفلي يقع المطبخ، وتستعمل الطوابق الأخرى مكاتب وقاعات استقبال وغرف لتناول الطعام يستقبل رئيس الوزراء فيها رؤساء العالم وشخصيات رفيعة المستوى. يقع البيت بمحاذاة قصر وستمنستر الذي يشغله البرلمان، ويقع البيت أيضاً بقرب قصر بكنجهام.
عرض الملك جورج الثاني المنزل رقم 10 -المؤلف في الأصل من ثلاثة منازل- على السير روبرت والبول في عام 1732. قبل والبول الهدية بشرط أن تكون مقدَّمةً لمنصب لورد الخزانة الأول وليس له شخصيًا. كلّف والبول ويليام كينت بالانضمام إلى المنازل الثلاثة. عُرف المنزل الأكبر بينها باسم 10 داوننغ ستريت.
لم يحقق تصميمه نجاحًا فوريًا. وعلى الرغم من حجمه وموقعه المناسب بالقرب من البرلمان، عاش فيه قلّةٌ من رؤساء الوزراء الأوائل. كان المنزل رقم 10 مهمَلًا متهالكًا وبحاجة إلى مبالغ طائلة لترميمه وعلى وشك أن يُهدَم عدة مرات، ولكن المبنى صمد وارتبط اسمه بالعديد من رجال الدولة والأحداث في التاريخ البريطاني. في عام 1985 قالت مارغريت ثاتشر إن المنزل رقم 10 أصبح «واحدًا من أثمن الجواهر في التراث الوطني».

## تاريخ المبنى

### المنزل رقم 10 الأصلي
تضمّن 10 داوننغ ستريت في الأصل ثلاثة عقارات: قصرًا يطل على سانت جيمز بارك يسمى «المنزل الخلفي»، ومنزلًا مدنيًّا خلفه وكوخًا. كان المنزل المدني، الذي أعطى المبنى الحديث اسمه، واحدًا من عدة منازل بناها السير جورج داوننغ بين عامي 1682 و 1684.
استثمر داوننغ، وهو جاسوس سيئ السمعة لدى أوليفر كرومويل ولاحقًا لدى تشارلز الثاني، في العقارات واكتسب ثروة كبيرة. في عام 1654، اشترى عقد إيجار قطعة أرض جنوب سانت جيمز بارك، بجوار المنزل الخلفي على مسافة قريبة من البرلمان. خطّط داوننغ لبناء صف من المنازل الملاصقة «لتسكن فيها الشخصيات المرموقة ...» يحمل الآن الشارع الذي بنى عليه المنازل اسمه، وأصبح أكبرها جزءًا من 10 داوننغ ستريت.
بدا الاستثمار يسيرًا، لكن اتّضح عكس ذلك، إذ كان لدى عائلة هامبدن عقد إيجار للأرض ورفضوا التنازل عنه. واجه داوننغ مطالبهم، لكنه فشل واضطر إلى الانتظار 30 عامًا حتى تمكّن من البناء. عندما انتهى عقد إيجار عائلة هامبدن، حصل داوننغ على ترخيص للبناء على الأرض غربًا والاستفادة من التطورات العقارية الأخيرة. نصّت الرخصة الجديدة الصادرة في عام 1682 على ما يلي: «السير جورج داوننغ ... [مخوّل] ببناء منازل جديدة أخرى ... بشرط ألا تُبنى على مسافة أقل من 14 قدمًا من سور الحديقة المذكورة في الطرف الغربي منها». بين عامي 1682 و 1684، بنى داوننغ طريقًا مسدودًا لمنازل من طابقين وبيوت المركب والإسطبلات وإطلالات على سانت جيمز بارك. على مر السنين، تغيّرت العناوين عدة مرات. في عام 1787 أصبح المنزل رقم 5 «المنزل رقم 10».
وظّف داوننغ السير كريستوفر رن لتصميم المنازل التي شُيّدت على عجل وبتكلفة منخفضة على تربة ناعمة وبأساسات ضعيفة رغم حجمها الكبير. كتب ونستون تشرشل أن المنزل رقم 10 «متزعزع واهٍ يحمل اسم المقاول الاستغلالي الذي بناه».
يسدّ الطرف العلوي لردب داوننغ ستريت الطريق إلى سانت جيمز بارك، ما يمنح الشارع الهدوء والخصوصية. وصفه إعلان في عام 1720 بأنه «مكان فسيح إلى حد ما، لا سيما في الطرف العلوي، حيث توجد أربعة أو خمسة منازل كبيرة جدًا ومتينة، تليق بالشخصيات رفيعة المستوى؛ يحظى كل منزل بإطلالة خلّابة على سانت جيمز بارك وممشى لصف من المنازل المتلاصقة». سكن الردب العديد من الشخصيات البارزة: عاشت كونتيسة يارموث في المنزل رقم 10 بين عامي 1688 و 1689، واللورد لانسداون من 1692 إلى 1696 وإيرل غرانثام من 1699 إلى 1703.
لم يسكن داوننغ في داوننغ ستريت. وفي عام 1675، انتقل إلى كامبريدج حيث توفي عام 1684، بعد بضعة أشهر من اكتمال البناء. في عام 1800، استُخدمت الثروة التي جمعها في تأسيس كلية داوننغ، كامبريدج، بناء على رغبته في حال فشل أحفاده في خط الذكور في إنجاب وريث. تُعلَّق لوحة تجسّد داوننغ في بهو المنزل رقم 10.

### تاريخ «المنزل الخلفي» قبل عام 1733
كان «المنزل الخلفي» -أكبر المنازل الثلاثة التي دُمجت لتشكيل المنزل رقم 10- قصرًا شُيِّد في عام 1530 تقريبًا بجوار قصر وايت هول، ثم أُعيد بناؤه وتوسيعه وتجديده عدة مرات منذ ذلك الحين، وكان في الأصل واحدًا من المباني العديدة التي تؤلف «مساكن حلبة مصارعة الديوك»؛ سميت بهذا الاسم لأنها كانت تتصل ببناء مثمّن يُستخدم لمصارعة الديوك. في أوائل القرن السابع عشر، حُوِّلت حلبة مصارعة الديوك إلى مسرح وقاعة للحفلات الموسيقية؛ بعد الثورة المجيدة عام 1688، عُقدت هناك بعض اجتماعات مجلس الوزراء الأولى سرًّا.
لسنوات عديدة، كان «المنزل الخلفي» منزل توماس نيفيت، حارس قصر وايت هول المشهور بالقبض على غاي فوكس في عام 1605 وإحباط مؤامرته لاغتيال الملك جيمس الأول. في العام السابق، انتقل نيفيت إلى المنزل المجاور، حيث يوجد تقريبًا المنزل رقم 10 اليوم.
منذ ذلك الوقت، سُكن «المنزل الخلفي» عادة من قبل أفراد العائلة المالكة أو الحكومة. عاشت هناك الأميرة إليزابيث، ابنة الملك جيمس الأول الكبرى، من عام 1604 حتى عام 1613 عندما تزوجت فريدريك الخامس، ناخب بالاتينات، وانتقلت إلى هايدلبرغ. كانت جدّةَ الملك جورج الأول، ناخب هانوفر، الذي أصبح ملك بريطانيا العظمى عام 1714، وكانت جدّةَ والد الملك جورج الثاني الذي قدّم المنزل هدية إلى والبول في عام 1732.
عاش هناك جورج مونك -دوق ألبيمارل الأول والجنرال المسؤول عن استرداد الملكية في عام 1660- من عام 1660 حتى وفاته عام 1671. أحدث ألبيمارل تعديلات على أساليب المحاسبة ومنح التاج سيطرة أكبر على النفقات عندما كان رئيسًا للجنة الخزانة الكبرى في الفترة 1667-1672. ويُعتقد أن سكرتيره، السير جورج داوننغ، البارون الأول، هو الذي أحدث هذه التغييرات. يُعدّ ألبيمارل أول وزير للخزانة يعيش فيما أصبح منزل لورد الخزانة الأول ورئيس الوزراء.
في عام 1671، استحوذ على المنزل جورج فيليرز، دوق باكنغهام الثاني، عندما انضم إلى وزارة الكابال. وأعاد بناءه دافعًا مبالغ طائلة. كانت النتيجة قصرًا فسيحًا يقع بموازاة قصر وايت هول ويطلّ من حديقته على سانت جيمز بارك.

## دخول الشارع
الباب الأسود للمنزل رقم 10، شارع دونينغ مشهور في بريطانيا. مع أنه يبدو كأي منزل آخر في الشارع إلا أن الدخول أصلا إلى شارع دونينغ لا يسمح به إلا بعد تحقيق بوليسي.

## وصلات خارجية
http://www.number10.gov.uk/